# Jean de Selys Longchamps

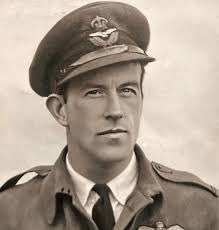
Jean de Selys-Longchamp in 1943

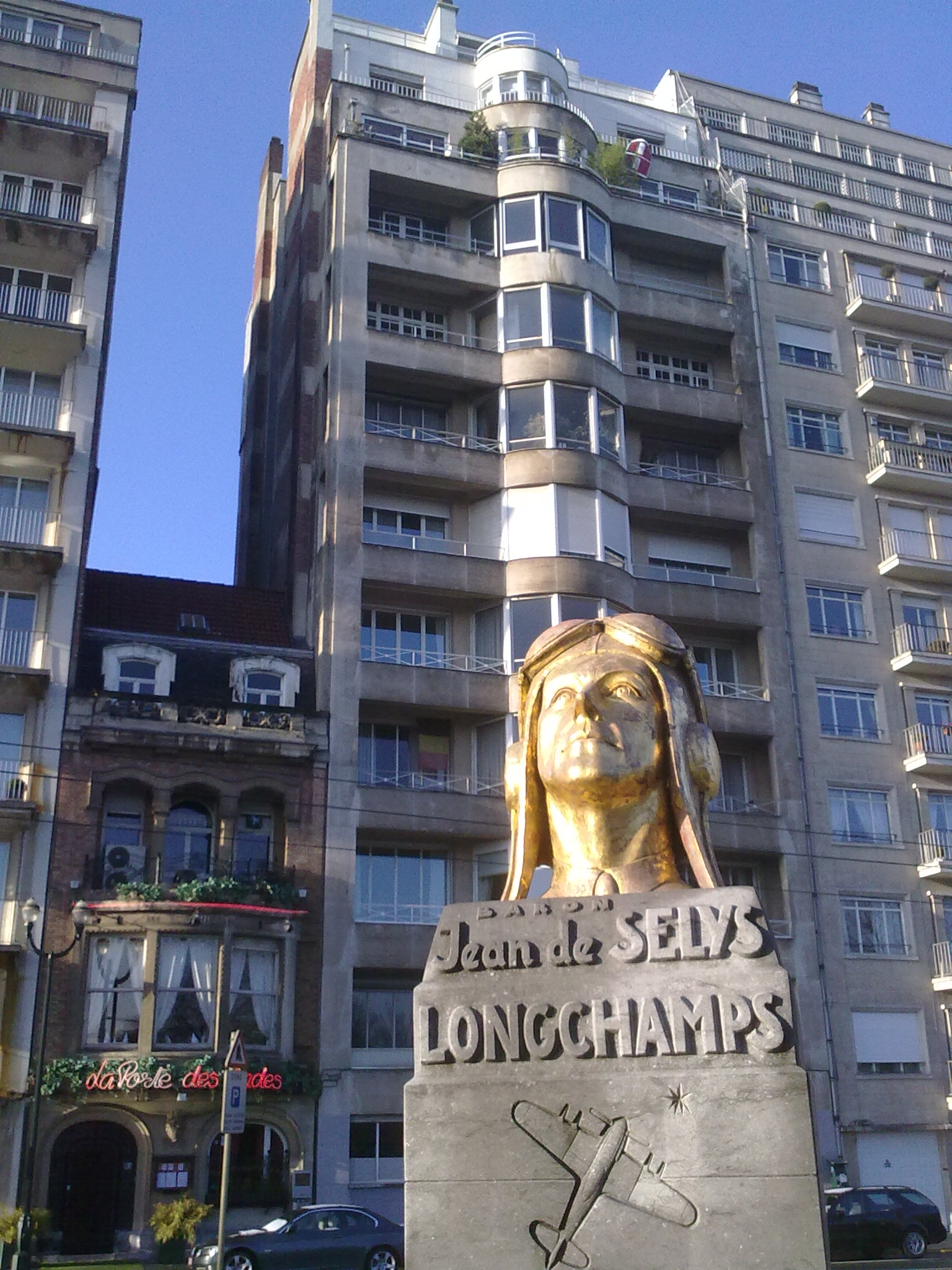
Monument ter gedachtenis van Jean de Selys voor het in 1943 aangevallen gebouw in de Louizalaan.

Baron Jean Michel Paul de Selys Longchamps (Brussel, 31 mei 1912 – Manston, 16 augustus 1943) was een Belgische gevechtspiloot die in de Tweede Wereldoorlog voor de Royal Air Force vocht. Selys werd vooral bekend door zijn aanval op het hoofdkwartier van de Sipo-SD en de Gestapo in Brussel. Hij sneuvelde een half jaar later toen zijn beschadigde vliegtuig bij landing crashte.

## Jonge jaren

Wapenschild van het huis de Selys Longchamps.

Jean de Selys was de zoon van majoor van de cavalerie baron (vanaf 1958 graaf) Raymond de Selys Longchamps (1880-1966) en van Emilie de Theux de Meylandt et Monjardin (1880-1972). Al op jonge leeftijd was hij een geoefend ruiter en toen hij nog maar 16 was, reed hij al in diverse wedstrijden. Het was dan ook logisch dat Selys in juli 1933 voor zijn legerdienst bij het Eerste regiment Gidsen terechtkwam. Hij klom op tot (reserve) luitenant.
De middelbare studies van De Selys in de abdijschool van Maredsous en in het Collège Cardinal Mercier in Eigenbrakel bezorgden hem geen opmerkelijke resultaten. Twee jaar volgde hij handelswetenschappen aan de Katholieke Universiteit Leuven, zonder echter een diploma te behalen. Hij ging vervolgens werken voor de Banque du Crédit Anversois.

## Tweede Wereldoorlog
Toen Duitsland op 10 mei 1940 België aanviel, was Selys opnieuw opgeroepen in de pantsertroepen van het Eerste Regiment Gidsen. Ruim achttien dagen lang vocht hij als mitrailleurschutter. Op 28 mei 1940 capituleerde het Belgische leger. De Selys bevond zich toen in Oost-Vlaanderen. Hij trok naar De Panne en kon op 29 mei overvaren naar Margate. Na enkele dagen verblijf bij andere Belgische militairen in Tenby was hij weer over gevaren naar Brest en sloot hij zich aan bij het Franse leger.
Na de wapenstilstand van 18 juni reisde hij rond, van Frankrijk naar Gibraltar, Oran, Marseille, Casablanca, Tanger, Gibraltar, en landde uiteindelijk op 25 december 1940 in Glasgow. Hij meldde zich als vrijwilliger aan bij Royal Air Force, Belgische sectie. Feitelijk was hij met 28 jaar al te oud voor de opleiding tot jachtpiloot, maar hij zorgde voor documenten die hem een paar jaar jonger maakten. Hij begon aan zijn training en na het behalen van de nodige vliegbrevetten werd hij ingedeeld bij Squadron 609 in Biggin Hill. In 1942 werd hij bevorderd tot Flight Commander en vloog hij (méér dan 702 vluchturen) met een Hawker Typhoon gevechtsvliegtuig.
Met dit toestel vocht De Selys tegen Duitse bommenwerpers. Op zijn palmares stond het neerschieten van twee Duitse vliegtuigen en het vernietigen van talrijke gronddoelen in Frankrijk, België en Nederland. Selys stond bekend als een aristocraat, deftig en wat ouderwets. Zo droeg hij bijvoorbeeld nog bij plechtigheden het officiersuniform van het Belgisch leger.

## Aanval op het Gestapohoofdkwartier
Einde 1942 broedde hij op het idee om, zoals het dagboek van zijn escadrille het vermeldt 'een stoot uit te delen die het Belgisch moreel zal opkrikken'. In de vroege morgen van woensdag 20 januari 1943 was er goede zichtbaarheid en steeg hij op. Zijn vliegtuig was uitgerust met vier Hispano kanonnen van 20 mm, die 650 schoten per minuut konden afvuren. Samen met een andere piloot volbracht hij eerst de opgedragen missie, het onder vuur nemen van een aantal doelwitten rond Gent en Kortrijk. Zijn collega vloog toen terug naar Engeland, maar De Selys vervolgde zijn weg naar Brussel, zonder Duitse weerstand te ontmoeten.
In de hoofdstad, die hij zeer goed kende, vloog De Selys richting Louizalaan. Met het doel in zicht vertraagde hij tot 200 km/h, wat hem slechts een achttal seconden liet om het laatste stuk boven de Émile De Motlaan af te leggen. In die korte tijd beschoot hij het hoge gebouw van het Gestapohoofdkwartier op het nummer 453, zijn vier boordkanonnen licht bewegend zodat ze de volledige gevelbreedte bestreken. Het vuur was zo nauwkeurig dat geen enkel naburig huis werd getroffen. Bommen werden niet gebruikt, ze waren niet meer aan boord na de eerdere inzet te Gent.
Vervolgens vloog De Selys een paar keer rakelings over de daken, opende de cockpit en gooide boven het koninklijk paleis een grote Belgische vlag uit en wat verder een Union Jack. Op de terugweg gooide hij een duizendtal Belgische vlaggetjes uit.
De komst van De Selys had verschillende Duitsers naar de ramen gelokt, waardoor zijn boordvuur vijf doden en vier zwaargewonden maakte, onder wie verschillende hooggeplaatsten. Vooral de dood van SS-Sturmbannführer Alfred Thomas, hoofd van de SD, en SS-Obersturmführer Werner Vogt, hoofd van de Sipo, zou een invloed hebben op het Duitse veiligheidsbeleid in België en Noord-Frankrijk. De Brusselse Sipo-SD was een zestal weken ontregeld en verhuisde naar een minder blootgestelde locatie even verderop.
De collaboratiepers verzweeg de aanval zorgvuldig, maar kon hem niet geheim houden. Het nieuws verspreidde zich als vuur en werd in februari gebracht door La Libre Belgique.
Na zijn actie keerde De Selys terug naar Engeland, net voor Duitse jagers hem konden onderscheppen. De vlucht, die geduurd had van 8u32 tot 9u44, werd als een heldendaad gezien, maar had ook negatieve gevolgen voor De Selys: hij werd berispt omdat hij op eigen houtje was doorgevlogen en onnodige risico's had genomen. Bovendien werd hij gedegradeerd tot Pilot Officer en overgeplaatst van Squadron 609 naar 3. Toch kreeg hij drie maanden later een hoge onderscheiding, het Distinguished Flying Cross.

## Dood
In de nacht van 15 op 16 augustus 1943 kwam hij om na een missie boven Oostende. Zijn landingsgestel was beschoten door de Duitse luchtafweer en werd zwaar beschadigd, waardoor bij de landing op het vliegveld van Manston het toestel in twee brak en crashte. Jean de Selys was op slag dood. Hij werd begraven in Minster-in-Thanet (nabij het vliegveld, thans de vlieghaven voor Kent).

## Eerbetoon
Na de oorlog werd De Selys postuum ridder in de Leopoldsorde met palm. Het is in grote mate om hem te eren dat in 1958 aan zijn vader de titel van graaf werd verleend, overdraagbaar op de oudste zoon. Vlak bij het vliegveld van Bierset (Grâce-Hollogne) werd een straat naar hem genoemd. In de Louizalaan, niet ver van de plaats van de aanval, staat een gouden borstbeeld.

## Familie
De zus en de broers van Jean de Selys Longchamps waren actief in het Verzet:
- Barones Monique de Selys Longchamps
- Ambassadeur François de Selys Longchamps
- Baron Edé de Selys Longchamps

Jean de Selys Longchamps is een oudoom van de Belgische prinses Delphine van Saksen-Coburg.

## Voetnoten
1. ↑  Alain Colignon, De Selys-Longchamps Jean, Belgium WWII (bezocht 18 maart 2023). Gearchiveerd op 25 maart 2023.
2. 1 2  Il y a 80 ans, le Belge Jean de Selys Longchamps humiliait les nazis au cœur de Bruxelles, La Libre Belgique, 20 januari 2023. Gearchiveerd op 18 maart 2023.
3. ↑  C'était il y a 80 ans: à bord de son chasseur, le pilote belge Jean de Selys attaque le siège de la Gestapo à Bruxelles, rtbf.be, 24 januari 2023. Gearchiveerd op 18 maart 2023.
4. ↑  De doden zijn begraven op de Duitse militaire begraafplaats in Lommel: Alfred Thomas, Werner Vogt, Erich Beiderwieden, Richard-Gustav Peters en Fritz Knorbin